# بوب لي
بوب لي (بالإنجليزية: Bob Lee)‏ (2 فبراير 1953 في المملكة المتحدة - ) هو لاعب كرة قدم بريطاني في مركز الهجوم. لعب مع كل من نادي ليستر سيتي - نادي بريستول روفيرز - نادي دونكاستر روفرز - نادي ساوثهامبتون - نادي سندرلاند - نادي كارلايل يونايتد ونادي بوسطن يونايتد ودارلينجتون إف سى.

## مسيرته الرياضية
بدأ بوب لي مسيرته الرياضية مع نادي ليستر سيتي سنة 1971 حيث لعب مع النادي 63 مباراة وسجل 17 هدفاً  قبل أن تتم إعارته مدة عام لنادي دونكاستر روفرز (1974-1975) حيث قام بلعب 14 مباراة وتسجيل 4 أهداف  ليمضي عقده بعدها مع نادي سندرلاند ويبدأ موسم 1976 ضد نادي إيفرتون بهدف لصفر بملعب روكر بارك حيث لعب مع نادي سندرلاند أزيد من 109 مباراة بتسجيل 32 هدفاً.
بعد انتهاء عقده مع نادي سندرلاند رحل إلى بريستول في 1980 حيث لعب معه 23 مباراة وتسجيل هدفين  ثم قرر التوجه بعدها بعام نحو كارلايل يونايتد حيث حقق نجاحاً بتسجيل 15 ضمن 55 مباراة ما بين 1981 و1983.
ناديه الأخير كان نادي دارلينجتون [إنجليزية] الذي لعب معه خمس مباريات فقط بدون أهداف، حيث تقاعد بعدها سنة 1984.

## وصلات خارجية
- بوب لي على موقع قاعدة بيانات كرة القدم.إي يو (الإنجليزية)